# Ласа Френсіс Лоурес Оппенгайм
Ласа Френсіс Лоурес Оппенгайм (30 березня 1858, вільне місто Франкфурт, Німецький союз — 7 жовтня 1919) — відомий німецький правознавець. Багатьма правниками вважається батьком сучасної дисципліни міжнародне право, яку надалі розширили Джозеф Раз і Проспер Вейл.
Здобув освіту в університетах Берліна, Геттінгена і Гейдельбергу. У 1881 році отримав ступінь доктора філософії права в університеті Геттінгена. У 1883 році вступив до університету в Лейпцигу, де став учнем відомого професора кримінального права Карл Біндінга. У 1885 році завершив абілітацію в Університеті Фрайбурга і почав в ньому викладати кримінальне право.
Після переїзду в 1895 році до Великої Британії почав займатись нормами міжнародного права. Читав лекції в Лондонській школі економіки і в 1908 році став професором міжнародного права в Кембриджському університеті.